# Raionul Madona
Madona este un raion în Letonia.